# Agustín Ahumada y Villalón

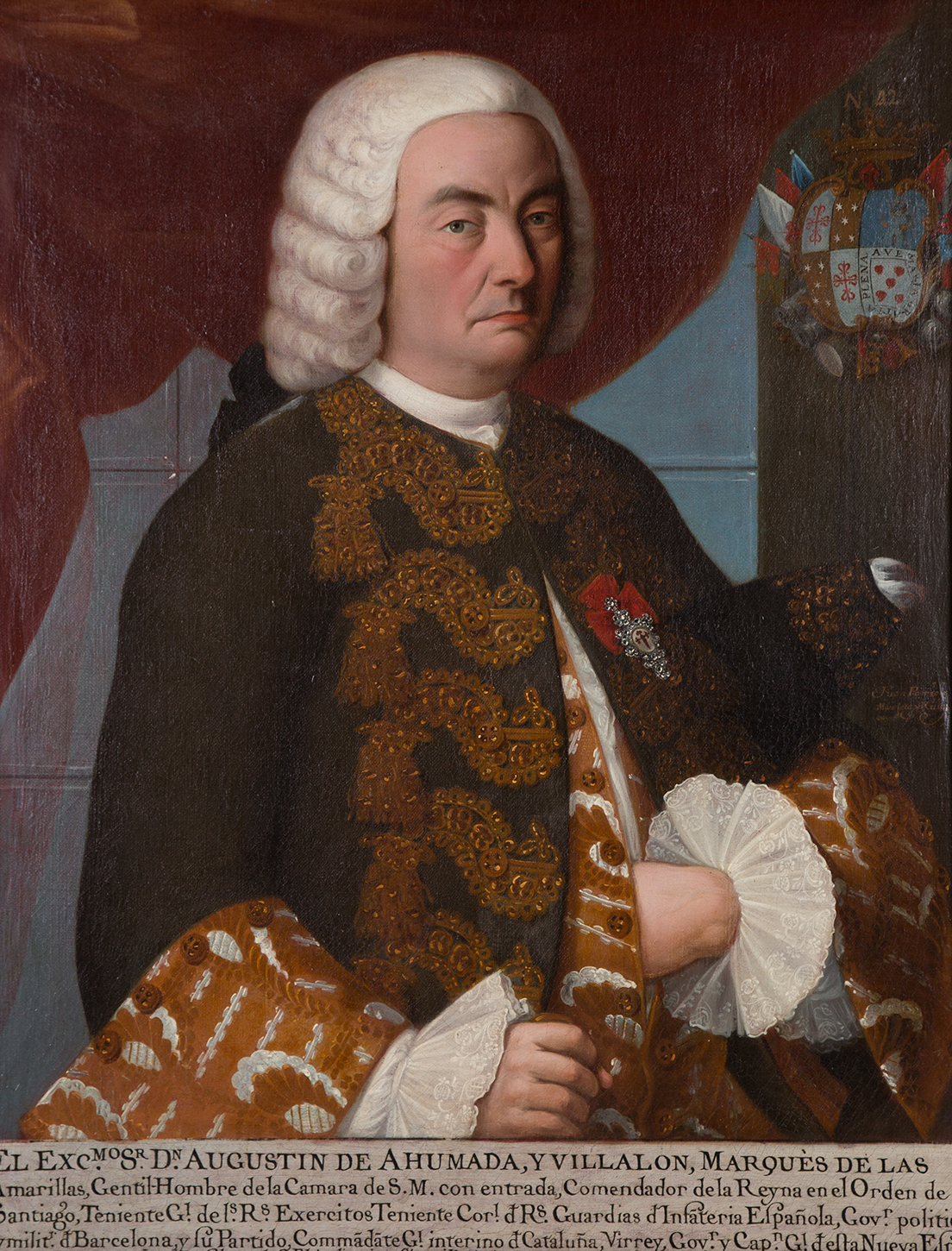
Agustín de Ahumada y Villalón

Agustín de Ahumada y Villalón, Markgraf (spanisch: marqués) von las Amarillas, (* um 1710 in Ronda, Provinz Andalusien, Spanien; † 5. Februar 1760 in Mexiko-Stadt) war ein spanischer Offizier und Kolonialverwalter, der als Vizekönig von Neuspanien amtierte.

## Leben

### Herkunft und Familie
Pedro Cebrián entstammte einer Familie des spanischen Adels. Sein Vater war Bartolomé Félix de Ahumada y Ahumada, seine Mutter hieß Luisa Gertrudis Fernández de Villalón y Narvaez. Er heiratete Luisa María de Ahumada y Vera, mit der er mindestens einen Sohn hatte, der 1733 zur Welt kam.

### Militärkarriere in Europa
Agustín de Ahumada trat in die Dienste der spanischen Armee und zeichnete sich bei Feldzügen in Italien aus.
Er erreichte den Rang eines Generalleutnants im Regiment der königlich spanischen Garde und wurde zum Gouverneur von Barcelona ernannt. Ahumada wurde als Offizier in den Orden von Santiago aufgenommen, und der König schuf für ihn den Titel eines Markgrafen von las Amarillas.

### Amtszeit als Vizekönig von Neuspanien
Im Mai 1755 wurde Ahumada von König Ferdinand VI. zum Vizekönig von Neuspanien berufen. Im September 1755 landete er von Cádiz kommend in Veracruz. Er traf seinen Vorgänger im Amte, Juan Francisco de Güemes y Horcasitas, in Otumba und zog am 10. November in Mexiko-Stadt ein.
1756 regulierte er die Kirchenverwaltung in Puebla, die bis dahin an zweifelhafte Persönlichkeiten Lizenzen für Glücksspiel und Schnapsbrennen vergeben hatten. Ende 1756 feierte die Kolonie die Anerkennung der Madonna von Guadalupe als offizieller Schutzpatronin Mexikos.
1757 kam es zu einem erneuten Aufstand der Komantschen in Texas.
1758 brach in Michoacán auf dem Gelände einer Hacienda ein neuer Vulkan aus, der die Umsiedlung von Dörfern und Höfen erzwang. Einen großen Teil der Kosten für die Umsiedlung bestritt Ahumada aus seiner eigenen Tasche.
Ahumada ließ die Arbeiten am Entwässerungssystem für das Tal von Mexiko fortsetzen. Er förderte den Bergbau und entsandte einen Visitador nach Bolaños (Jalisco), wo neu entdeckte Silbervorkommen zu Disputen um Schürfrechte führten.
Auch wenn der wirtschaftliche Aufschwung die Einnahmen für die Krone ansteigen ließ, blieb der Transport nach Spanien ein gefährliches Unterfangen, da Piraten, vor allem aus England, immer wieder die spanischen Schiffe angriffen.
Außenpolitisch galt es auch unter Vizekönig Ahumada, die Grenzen der Kolonie zu sichern, die immer wieder durch englische Siedlungsversuche in Campeche und Belize sowie durch französische Ausdehnungsversuche aus Louisiana bedrängt wurde.
1759 starb König Ferdinand VI., und Karl III. wurde sein Nachfolger. Als diese Nachricht in Mexiko eintraf, hatte sich der Gesundheitszustand des Vizekönigs schon deutlich verschlechtert.
Nach einem Schlaganfall war er auf Anraten seiner Ärzte zur Kur nach Cuernavaca gefahren. Die Proklamation des neuen Königs zwang ihn nach Mexiko-Stadt zurückzukehren, wo er am 5. Februar 1760 starb.
Er hatte sein Vermögen vollständig für Wohltätigkeiten ausgegeben und hinterließ seine Familie in Armut, so dass die Staatskasse die Kosten ihrer Rückreise nach Europa tragen musste.
Bis sein Nachfolger Francisco Cajigal de la Vega im April 1760 aus Kuba eintraf, übernahm übergangsweise die Real Audiencia von Mexico die Regierungsgeschäfte.